# Гусиное (озеро, Республика Алтай)
Гуси́ное — озеро на юго-западе плоскогорья Укок, Республика Алтай, Россия.
Через озеро протекает река Аргамджи (приток Кара-Чада, бассейн Катуни).
Вдоль южного берега проходит грунтовая дорога. Южнее и севернее озера расположены несколько мелких озёр.